# Gran Premi del Japó del 2005
Resultats del Gran Premi del Japó de Fórmula 1 de la temporada 2005, disputat al circuit de Suzuka, el 9 d'octubre del 2005.

## Resultats
| Pos | No | Pilot                | Equip               | Voltes | Temps/ Retirada       | Pos. de sortida | Punts |
| --- | -- | -------------------- | ------------------- | ------ | --------------------- | --------------- | ----- |
| 1   | 9  | Kimi Räikkönen       | McLaren - Mercedes  | 53     | 1h 29' 02. 212        | 17              | 10    |
| 2   | 6  | Giancarlo Fisichella | Renault             | 53     | + 1.6 s               | 3               | 8     |
| 3   | 5  | Fernando Alonso      | Renault             | 53     | + 17.4 s              | 16              | 6     |
| 4   | 7  | Mark Webber          | Williams - BMW      | 53     | + 22.2 s              | 7               | 5     |
| 5   | 3  | Jenson Button        | BAR - Honda         | 53     | + 29.5 s              | 2               | 4     |
| 6   | 14 | David Coulthard      | Red Bull - Cosworth | 53     | + 31.6 s              | 6               | 3     |
| 7   | 1  | Michael Schumacher   | Ferrari             | 53     | + 33.8 s              | 14              | 2     |
| 8   | 17 | Ralf Schumacher      | Toyota              | 53     | + 49.5 s              | 1               | 1     |
| 9   | 15 | Christian Klien      | Red Bull - Cosworth | 53     | + 51.9 s              | 4               |       |
| 10  | 12 | Felipe Massa         | Sauber - Petronas   | 53     | + 57.5 s              | 10              |       |
| 11  | 2  | Rubens Barrichello   | Ferrari             | 53     | + 1' 00.6 min.        | 9               |       |
| 12  | 11 | Jacques Villeneuve   | Sauber - Petronas   | 53     | + 1' 23.2 min.        | 8               |       |
| 13  | 18 | Tiago Monteiro       | Jordan - Toyota     | 52     | + 1 Volta             | 20              |       |
| 14  | 20 | Robert Doornbos      | Minardi - Cosworth  | 51     | + 2 Voltes            | 15              |       |
| 15  | 19 | Narain Karthikeyan   | Jordan - Toyota     | 51     | + 2 Voltes            | 11              |       |
| 16  | 21 | Christijan Albers    | Minardi - Cosworth  | 49     | + 4 Voltes            | 13              |       |
| Ret | 8  | Antônio Pizzonia     | Williams - BMW      | 9      | Accident              | 12              |       |
| Ret | 16 | Jarno Trulli         | Toyota              | 9      | Accident              | 19              |       |
| Ret | 10 | Juan Pablo Montoya   | McLaren - Mercedes  | 0      | Accident              | 18              |       |
| DSQ | 4  | Takuma Sato          | BAR - Honda         | 52     | Per provocar accident | 5               |       |

## Altres
- Pole: Ralf Schumacher 1' 46. 106

- Volta ràpida: Kimi Räikkönen 1' 31. 540 (a la volta 44)